# Das Märchen vom gezogenen Stecker
Das Märchen vom gezogenen Stecker ist das sechste Livealbum der Kölner Rockband BAP. Es erschien 2014 bei Vertigo/Capitol als 2-CD-Box und als Limited-Deluxe-Edition mit einer zusätzlichen DVD. Das Album ist das erste nach dem Wechsel der Band zu Universal und das erste seit dem allerersten Studioalbum Wolfgang Niedecken’s BAP rockt andere kölsche Leeder, das unter dem Bandnamen Niedeckens BAP erschien. Es ist zudem das erste Livealbum, das nicht nach einem Studio-Album von BAP, sondern nach einem Soloalbum von Wolfgang Niedecken („Zosamme alt“, aus dem Jahr 2013, das auch das Gerüst für das Livealbum darstellt) veröffentlicht wurde, und das erste Livealbum von BAP seit Bess demnähx, das auf Platz 1 der deutschen Album-Charts stand.

## Inhalt
Die Lieder auf den CDs wurden am 22. bis 24. April 2014 während der „BAP-zieht-den-Stecker“-Tour 2014 in der Kölner Philharmonie aufgenommen. Die Idee, mit akustischen Instrumenten auf Tournee zu gehen, hatte die Band schon lange beschäftigt. Nachdem Wolfgang Niedecken nach seinem Schlaganfall im November 2011 das ruhigere Solo-Album Zosamme alt aufgenommen hatte, wurde der Entschluss gefasst, eine solche Tournee tatsächlich durchzuführen. Als zusätzlicher Musiker für die Tour wurde der Percussionist Rhani Krija eingeladen. Dieser hatte in den letzten Jahren schon an mehreren BAP-Produktionen mitgewirkt. Da Helmut Krumminga aus familiären Gründen nicht an der Tournee teilnehmen konnte, sprang der Gitarrist Ulrich Rode für ihn ein.
Bei den Liedern handelt es sich durchgehend um BAP-eigene Kompositionen bis auf das Medley aus Alles wat ich zo jähn wöhr (im Original von Bob Dylan) und Twist and Shout, dem letzten Lied vor der auf dieser Tournee üblichen Pause. Bei der Tournee wurden zudem textlich überarbeitete Versionen der Lieder Neppes, Ihrefeld un Kreuzberg und Anna aufgeführt.
Die DVD der Limited-Deluxe-Edition enthält Aufnahmen von den Zugaben bei den Konzerten in Köln, Bonn und Hilchenbach, einen Mitschnitt des abgebrochenen Auftritts der Band auf der Birlikte-Kundgebung am 9. Juni 2014 in Köln und eine Aufnahme des anschließenden Gewittersturms.

## Gastmusiker
Als Gast spielte Julian Dawson bei den Auftritten in der Kölner Philharmonie bei mehreren Liedern Mundharmonika. Der Percussionist Sönke Reich vertrat Rhani Krija während der Tournee bei einigen Konzerten. So ist er auf der Aufnahme von Kristallnaach zu hören und auf der DVD als Percussionist bei vier von sechs Liedern der Zugaben und beim Birlikte-Auftritt zu sehen.

## Titelliste
CD 1
1. Noh all dänne Johre – (W. Niedecken) – 5:46
2. Für ’ne Moment – (A. Büchel, W. Kopal, J. Streifling, W. Niedecken) – 5:03
3. Zosamme alt – (W. Niedecken) – 3:44
4. Rääts un links vum Bahndamm – (K. Heuser,  W. Niedecken) – 6:02
5. Paar Daach fröher – (K. Heuser, W. Niedecken) – 5:04
6. Do jeht ming Frau – (K. Heuser, W. Niedecken) – 4:19
7. Magdalena (weil Maria hatt ich schon) – (W. Niedecken) – 5:32
8. Rhanis Solo – 2:43
9. Nöher zo mir – (K. Heuser, W. Niedecken) – 5:54
10. Shoeshine – (W. Niedecken) – 5:53
11. Ich wünsch mir, du wöhrs he – (H. Krumminga, W. Niedecken) – 4:56
12. Souvenirs  – (J. Streifling, W. Niedecken) – 5:47
13. Frankie un er – (W. Niedecken) – 5:49
14. All die Aureblecke – (M. Nass, W. Niedecken) – 4:35
15. All wat ich zo jähn wöhr/Twist and Shout – (B. Dylan, W. Niedecken/P. Medley, B. Russel) – 5:30

CD 2
1. Morje fröh doheim – (M. Nass, W. Niedecken) – 3:59
2. Lisa – (A. Büchel, K. Heuser, W. Niedecken) – 4:17
3. Noh Gulu – (H. Krumminga, W. Niedecken) – 4:49
4. Michas Intermezzo – (M. Nass, H. Krumminga) – 2:42
5. Jupp – (K. Heuser, W. Niedecken) – 3:50
6. Neppes, Ihrefeld un Kreuzberg  – (W. Niedecken) – 5:12
7. Kristallnaach (Birlikte-Version) – (M. Boecker, W. Boecker, S. Borg, A. Büchel, K. Heuser, H. Wollrath, W. Niedecken) – 6:50
8. Lena – (H. Krumminga, W. Niedecken) – 4:51
9. Verdamp lang her – (K. Heuser, W. Niedecken) – 8:59
10. Prädestiniert – (H. Krumminga, W. Niedecken) – 5:15
11. Anna – (K. Heuser, W. Niedecken) – 3:47
12. Du kanns zaubre – (M. Boecker, W. Boecker, S. Borg, A. Büchel, K. Heuser, H. Wollrath, W. Niedecken) – 5:20
13. Novembermorje – (H. Krumminga, W. Niedecken) – 5:39
14. Songs sinn Dräume – (M. Nass, W. Niedecken) – 5:36
15. Sendeschluss – (M. Boecker, A. Büchel, J. Dix, K. Heuser, S. Kriegeskorte, H. Wollrath, W. Niedecken) – 8:33

DVD
Sendeschluss – Die Zugaben
1. Songs sinn Dräume – (M. Nass, W. Niedecken)
2. Anna – (K. Heuser, W. Niedecken)
3. Rita, mir zwei – (W. Niedecken)
4. Do kanns zaubre – (M. Boecker, W. Boecker, S. Borg, A. Büchel, K. Heuser, H. Wollrath, W. Niedecken)
5. Novembermorje – (H. Krumminga, W. Niedecken)
6. Sendeschluss – (M. Boecker, A. Büchel, J. Dix, K. Heuser, S. Kriegeskorte, H. Wollrath, W. Niedecken)

Der abgebrochene Birlikte-Auftritt
1. Für ’ne Moment – (A. Büchel, W. Kopal, J. Streifling, W. Niedecken)
2. Neppes, Ihrefeld un Kreuzberg  – (W. Niedecken)